# Operació Erial
L'Operació Erial és una investigació judicial realitzada per la Guàrdia Civil per presumptes "delictes de blanqueig de capitals, suborn, malbaratament de cabals públics, tràfic d'influències, frau en la contractació i associació il·lícita", afectant principalment polítics i familiars d'aquests.
En la investigació del cas Imelsa, Marcos Benavent aportà uns documents que iniciaren l'Operació Erial el 2015. Segons conta Marcos, li'ls donà un imam siri que els descobrí en un fals sostre obrant al pis que fou d'Eduardo Zaplana. També portaren a investigar aquest cas les investigacions del cas Taula (esclatat el 2016).
La primera detenció va ocórrer el 22 de maig de 2018, detenint a l'expresident de la Generalitat Valenciana, Eduardo Zaplana, que fou condemnat en octubre de 2024 a 10 anys i 5 mesos de presó, 17 anys i 10 mesos d'inhabilitació per a ocupació i càrrec públic, i tres anys per a l'exercici de la seva professió en el marc del cas Erial pels delictes de blanqueig de capitals, suborn, falsedat en document mercantil, i se li imposa una multa de 20,6 milions d'euros pel delicte de blanqueig i altres 4,4 pel delicte de suborn.